# Jorge Gastelum
Jorge Kalú Gastelum Ocampo (ur. 28 lutego 1988 w Ciudad Obregón) – meksykański piłkarz występujący na pozycji środkowego pomocnika.

## Kariera klubowa
Gastelum jako szesnastolatek został wypatrzony przez skautów klubu Monarcas Morelia, do którego seniorskiej drużyny został włączony w trzy lata później po kilkunastu miesiącach występów w czwartoligowych i trzecioligowych rezerwach, a także w drugoligowej filii zespołu – Mérida FC. W meksykańskiej Primera División zadebiutował za kadencji szkoleniowca Tomása Boya, 14 marca 2009 w przegranym 0:2 meczu z Necaxą. Szybko wywalczył sobie miejsce w pierwszym składzie, regularnie pojawiając się na ligowych boiskach, a premierowego gola w najwyższej klasie rozgrywkowej strzelił 9 maja 2009 w zremisowanej 1:1 konfrontacji z Tigres UANL. Jego udane występy zaowocowały nagrodą dla odkrycia sezonu Clausura 2009 w oficjalnym plebiscycie Meksykańskiego Związku Piłki Nożnej. W 2010 triumfował z Morelią w rozgrywkach SuperLigi, zaś w wiosennych rozgrywkach Clausura 2011 wywalczył tytuł wicemistrza Meksyku.
Latem 2012 Gastelum udał się na półroczne wypożyczenie do ekipy Puebla FC, gdzie pełnił rolę podstawowego gracza środka pola, lecz nie zdołał odnieść żadnych sukcesów. W styczniu 2013 został wypożyczony po raz kolejny, tym razem do zespołu Jaguares de Chiapas z siedzibą w mieście Tuxtla Gutiérrez.
| Sezon     | Klub                 | Kraj   | Rozgrywki  | Mecze | Bramki |
| --------- | -------------------- | ------ | ---------- | ----- | ------ |
| 2007/2008 | Mérida FC            | Meksyk | Ascenso MX | 13    | 0      |
| 2008/2009 | Mérida FC            | Meksyk | Ascenso MX | 4     | 0      |
| 2008/2009 | Monarcas Morelia     | Meksyk | Liga MX    | 8     | 1      |
| 2009/2010 | Monarcas Morelia     | Meksyk | Liga MX    | 34    | 1      |
| 2010/2011 | Monarcas Morelia     | Meksyk | Liga MX    | 25    | 0      |
| 2011/2012 | Monarcas Morelia     | Meksyk | Liga MX    | 34    | 1      |
| 2012/2013 | Puebla FC            | Meksyk | Liga MX    | 16    | 0      |
| 2012/2013 | Jaguares de Chiapas  | Meksyk | Liga MX    | 13    | 0      |
| 2013/2014 | CF Pachuca           | Meksyk | Liga MX    | 0     | 0      |
| 2013/2014 | Atlas FC             | Meksyk | Liga MX    | 7     | 0      |
| 2014/2015 | Querétaro FC         | Meksyk | Liga MX    | 3     | 0      |
| 2015/2016 | Deportivo Tepic      | Meksyk | Ascenso MX | 25    | 1      |
| 2016/2017 | Cimarrones de Sonora | Meksyk | Ascenso MX | 35    | 0      |